# Томах Олександр Олександрович
Олександр Олександрович Томах(нар. 17 жовтня 1948, Мінськ, Білоруська РСР, СРСР) — радянський і український футболіст, що грав на позиції півзахисника. Виступав за команди майстрів «Буковина», «Металург», «Дніпро». В складі запорізького «Металурга» — чемпіон УРСР 1970 року. У Першій лізі (1971–1975, 1978–1979) зіграв за запорізьку команду в 246 матчах — п'ятий результат в «першоліговій» історії запорізького «Металурга». Забив 5 м'ячів. Був самим незамінним гравцем запорізького «Металурга» в сезонах 1972 і 1974 рр. — по 38 матчів.

## Тренерська кар'єра
На тренерській роботі з 1981 року. Закінчив Вищу школу тренерів (м. Москва). У 1981 році, за кілька місяців до закінчення Вищої школи тренерів, отримав пропозицію від Запорізького обкому партії очолити місцевий «Металург». Він був одним з наймолодших наставників Першої ліги СРСР, і, хоча в рядах команди ще залишалися ті, з ким він не раз виходив на поле в ролі гравця, спуску не давав нікому. Можливо, він був надмірно вимогливим, прискіпливим, траплялося, і переходив деякі кордону у взаєминах з підопічними. Але «Металург» вибрався з останнього місця і залишився в першій лізі, а в 1983–1984 роках двічі посідав п'яте місця. На домашніх матчах команди на трибунах часом яблуку ніде було впасти. У 80-х Олександру Олександровичу судилося стати рекордсменом серед наставників запорізького клубу за тривалістю роботи з командою — сім повних сезонів. Однак тренерські долі, як ніякі інші, піддаються ударам Фортуни. Він багато чого переосмислив в ті роки, коли був відірваний від Запоріжжя, а повернувшись, взяв найактивнішу участь у створенні ще однієї «зірочки» далеко не місцевого масштабу — команди «Віктор». Не будь того колективу, не виключено, «Металург» міг би втратити прописку у футбольній еліті країни. А під керівництвом повернувся Олександра Томаха він зійшов на п'яту сходинку турнірної таблиці. У 90-і роки Олександр Олександрович керував «Металург» — 1994-го по 1998-й рр. Нині Олександр Томах очолює Західно-Українську академію футболу та її базову команду «Скала» (Моршин).